# Rolando Melo Latorre
Rolando Melo Latorre (1970) es un abogado y político chileno, que se desempeñó como director nacional del Servicio Nacional de Menores (Sename) durante el primer gobierno de Sebastián Piñera (2010-2014).

## Biografía

### Familia y estudios
Nació en 1970, hijo de Rolando Melo Silva, quien fue fiscal militar del Ejército durante la dictadura militar del general Augusto Pinochet, y que con el retorno a la democracia en 1990, fue procesado como encubridor en el asesinato del músico Víctor Jara, sin embargo fue puesto en libertad mediante el pago de una fianza de 500 mil pesos. Realizó sus estudios superiores en la carrera de derecho de la Universidad Diego Portales, titulándose como abogado, y luego cursó un magíster en derecho penal y ciencias penales en la Pontificia Universidad Católica de Valparaíso (PUCV).
Está casado y es padre de tres hijos.

### Carrera profesional
Comenzó a ejercer su profesión en la Corporación de Asistencia Judicial (CAJ) de la comuna de San Miguel. Luego, se desempeñó como fiscal adjunto en la Región de La Araucanía desde 2000 hasta 2003, ingresando en octubre de este último año a la Fiscalía Regional de Valparaíso, asumiendo como fiscal adjunto jefe en la Fiscalía Local de Viña del Mar hasta noviembre de 2010.
En el marco del primer gobierno del presidente Sebastián Piñera, el 24 de noviembre de 2010, fue nombrado por este como director nacional del Servicio Nacional de Menores (Sename), ostentando el cargo de manera oficial el 1 de diciembre del mismo año Bajo su gestión, en 2013 el diputado demócrata cristiano, Ricardo Rincón pidió su renuncia debido a la muerte del menor de diecisiete años, Daniel Ballesteros Pérez, luego de haber sido agredido al interior del Centro de Rehabilitación Conductual (CRC) Metropolitano Norte, de la comuna de Til Til. A pesar de lo anterior, se mantuvo en la titularidad del Sename hasta el final de la administración en marzo de 2014.
Más tarde, el 19 de noviembre de 2015, fue nombrado por el fiscal nacional Jorge Abbott como director de la Unidad Especializada en Responsabilidad Penal Adolescente (RPA) y Delitos Violentos, de la Fiscalía Nacional; al igual que el anterior puesto, asumió formalmente el cargo el 2 de diciembre de ese año.